# Nathalia
Nathalia är en ort i Australien. Den ligger i kommunen Moira och delstaten Victoria, omkring 200 kilometer norr om delstatshuvudstaden Melbourne. Nathalia ligger 105 meter över havet och antalet invånare är 1 431.
Runt Nathalia är det mycket glesbefolkat, med 7 invånare per kvadratkilometer.. Det finns inga andra samhällen i närheten.
Trakten runt Nathalia består till största delen av jordbruksmark. Genomsnittlig årsnederbörd är 612 millimeter. Den regnigaste månaden är februari, med i genomsnitt 97 mm nederbörd, och den torraste är oktober, med 26 mm nederbörd.